# 藍衣社
藍衣社（らんいしゃ）は、蔣介石直属の国民政府の情報・工作機関。正式名称は三民主義力行社、また中華民族復興社（ちゅうかみんぞくふっこうしゃ）。軍統など特務機関を含めた総称して藍衣社と呼ぶ場合もある。イタリアの黒シャツ隊に倣って藍色の制服を着用していたことから「藍衣社」と一般に呼び習わされていた。

## 概要

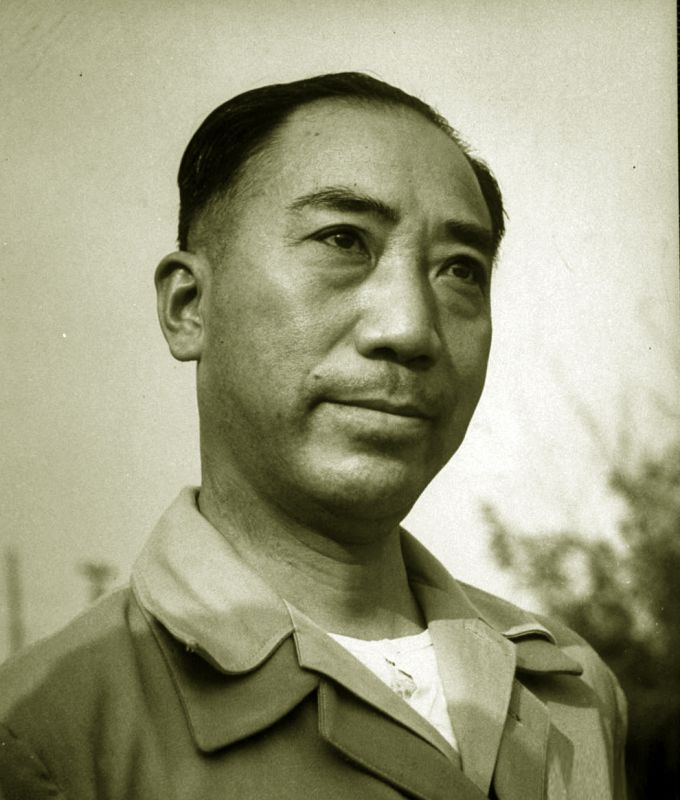
戴笠（特務処処長）

藍衣社は国民党一党独裁を掲げる秘密結社だが、国民政府の正式な情報機関である。蔣介石を社長とした総幹事会の下に書記処が置かれ、その下に組織班、訓練班、総務班が置かれていた。また、社長・幹事会直属の総会検察会（特務処）が置かれ、内外監視と特務実践を担当していた。
構成員は黄埔軍官学校の卒業生が中心で。秘密警察業務及び軍情報業務とを所掌とした軍事委員会調査統計局（軍統）の実権を握り、反共活動を行い蔣介石の国民党支配を支えた。
また、国民党軍の指揮系統の三分の二を掌握していたとされ、軍内での勢力は圧倒的だった。また、軍組織を利用した工作員や下級幹部などの人員養成も行われた。
日本から見た藍衣社は占領政策に暴力的に抵抗し、かつ諜報活動を演じる不可思議な組織だった。
盧溝橋事件の停戦協定の条件として藍衣社の取り締りが含まれた。

## 沿革
藍衣社の母体は、1924年に黄埔軍官学校内に設立された孫文主義学会に遡る。学会では孫文の三民主義とマルクス主義の研究が重視され、ナショナリズムを核とした国共両党にまたがった政治思潮が形成されていた。
満州事変（九一八事変）後、国民党軍青年将校の間に日本のファシズムに対抗するために、中国もファシズムによる政治改革を行うべきという新たな思潮が起こった。国家的危機を打破する組織結成を主張した劉健群の『貢献一点整理本党的意見』刊行を契機として、蔣介石は劉らに強力なファッショ団体結成の協議を行わせた。その結果、
1. 蔣介石を永久最高の領袖とする
2. 黄埔軍官学校の勢力を基幹中枢として、漸次組織を拡大する
3. 三民主義を信奉し、ソビエトの組織手腕、日本武士道の鉄血精神を加味する

という三大原則を決定した。
こうして1932年、南京で藍衣社の主体となるファッショ的政治結社三民主義力行社が設立された。第一次代表大会が開かれ、蔣介石・国民党による独裁、国家主権の維持、小学校の義務教育化などの教育改革を綱領とし、「打倒日本帝国主義」「殺絶赤匪」「殺絶漢奸」「殺絶貪官汚吏」のスローガンを決めた。力行社は基本方針として日本と戦うには準備期間が必要とし、中共などの政敵を先に消滅させ、国内を安定させる蔣の「安内攘外」論を支持した。
藍衣社は盧溝橋事件が起こる1937年までに、鄧演達、楊杏仏、史量才、吉鴻昌といった、蔣介石や国民党の政策に反対する活動家やジャーナリストを次々に暗殺・処刑した。また、張敬堯を売国奴として暗殺するなど、日本の侵略政策に加担する勢力も政治テロの対象とされた。盧溝橋事件の勃発とともに、藍衣社は抗日優先路線へと転換する。テロの対象を政敵から陳籙や唐紹儀など、日本の傀儡政権である中華民国維新政府の関係者にシフトしていった。
1938年1月に藍衣社は名目上解散し、三民主義青年団と軍統に分割されたが、その後、日本軍占領地、とくに大都市での抗日テロにも従事した。同年12月にはハノイで汪兆銘暗殺未遂事件を起こすなど、日本軍の支配域に活動範囲を広げた。
日中戦争期、在中ドイツ軍事顧問団団長のハンス・フォン・ゼークトの提案で、日本軍占領地の破壊ゲリラ活動、親日政府要人暗殺などの抗日テロ活動を行った。